# Argyrolepidia lunaris
Argyrolepidia lunaris är en fjärilsart som beskrevs av Rothschild och Jordan 1905. Argyrolepidia lunaris ingår i släktet Argyrolepidia och familjen nattflyn. Inga underarter finns listade i Catalogue of Life.